# My Little Lovely
My Little Lovely is een liedje geschreven door Ray Thomas van The Moody Blues.
Het slechts 1:45 durende nummer handelt over het toen pas geboren kleinkind van zanger en fluitist van de band. My Little Lovely was de laatste compositorische bijdrage van oerlid Ray Thomas. Het liedje werd uitgebracht via album Strange Times. Zijn meeste liedjes werden gekenmerkt door de romantische inslag, hier terug te vinden in een sobere instrumentatie (akoestische gitaar en accordeon) met orkestarrangement. Van Thomas zou geen nieuw materiaal volgen voor groeps- of soloalbum, alhoewel een speciale gecombineerde uitgave van zijn solowerk From Mighty Oaks en Hopes, Wishes and Dreams uit 2010 nog The Trouble with Memories bevatte. Thomas was al in 2002 gestopt met werken voor The Moody Blues.
Thomas was niet het enige lid van de Moodies dat over het nageslacht zong; John Lodge, rond 2015 nog even samenwerkend met Thomas voor 10.000 light years ago, schreef Emily’s song voor zijn dochter voor het album Every Good Boy Deserves Favour.